# Caryothraustes
Caryothraustes  es un género de aves paseriformes perteneciente a la familia Cardinalidae.

## Especies
Según la clasificación del Congreso Ornitológico Internacional (versión 2.11, 2012) este género está conformado por dos especies:
- Caryothraustes poliogaster;
- Caryothraustes canadensis.